# Nesticus stygius
Nesticus stygius là một loài nhện trong họ Nesticidae.
Loài này thuộc chi Nesticus. Nesticus stygius được Willis J. Gertsch miêu tả năm 1984.